# القوات المسلحة المتمردة
القوات المسلحة المتمردة (بالإسبانية: Fuerzas Armadas Rebeldes) هي منظمة حرب عصابات في غواتيمالا تأسست في 1960–1961 ولم تختفي تماما حتى توقيع اتفاقيات السلام في 1996، التي أنهت الحرب الأهلية الغواتيمالية.
خلال أواخر السيتينيات، نفذت الحكومة الغواتيمالية حملة كبرى لمكافحة التمرد في شرق غواتيمالا بدعم من الولايات المتحدة، أسفرت عن مقتل 2800 حتى 8000 من المنتمين إلى القوات المسلحة المتمردة. اجتمع قادة الحركة الأحياء بعد الحملة في مكسيكو سيتي في السبعينيات لتأسيس جيش الفقراء، الذي نجح في حشد دعم شعبي هائل خلال السنوات القليلة بعد تأسيسه.